# میو آزاما
میو آزاما (انگلیسی: Mew Azama؛ زاده ۲۶ دسامبر ۱۹۸۶) یک بازیگر و مانکن زن اهل ژاپن است.